# Jason Kenny
Sir Jason Francis Kenny, CBE (Bolton, 23 maart 1988) is een Engels baanwielrenner, gespecialiseerd in de individuele en teamsprint. Hij nam viermaal deel aan de Olympische Spelen en won hierbij in totaal negen medailles, waarvan zeven gouden. Daarmee is hij de meest succesvolle Britse deelnemer aan Olympische Spelen aller tijden.
In 2006 won Kenny de wereldtitels op de keirin en teamsprint bij de junioren. In 2008 debuteerde hij op het wereldkampioenschap met een 5de plaats op de sprint. Later dat jaar won hij op de Olympische Spelen samen met Chris Hoy en Jamie Staff de gouden medaille op de teamsprint en een individuele een zilveren plak op de sprint. Op 6 januari 2012 werd bekendgemaakt dat Grégory Baugé zijn wereldtitels van 2011 moest inleveren omwille van een schorsing. Kenny werd hierdoor de wereldkampioen op de sprint en tweede op het wereldkampioenschap teamsprint, samen met Chris Hoy en Matthew Crampton.. 
Op de Olympische Zomerspelen van 2012 in Londen won Kenny opnieuw de teamsprint ditmaal samen met Chris Hoy en Philip Hindes. Op de Olympische Zomerspelen van 2016 in Rio de Janeiro won Kenny de keirin de sprint en de teamsprint ditmaal met Callum Skinner en Philip Hindes. Op de Olympische Zomerspelen 2020 op de velodroom van Izu prolongeerde hij zijn titel op de keirin en won hij, samen met Ryan Owens en Jack Carlin zilver op de teamsprint.
Kenny trouwde in 2016 met baanwielrenster en vijfvoudig olympisch kampioen Laura Trott. In de New Years Honors List van 2022 werden beiden in de adelstand verheven. Zij hebben twee kinderen.

## Belangrijkste resultaten
2005
- 1e Brits Kampioenschap teamsprint (met Matthew Crampton en Josh Hargreaves)

2006
- Wereldkampioenschap teamsprint, Junioren (met David Daniell, Christian Lyte)
- Wereldkampioenschap keirin, Junioren

2008
- 5e Wereldkampioenschap sprint
- Olympische Spelen teamsprint (met Chris Hoy en Jamie Staff)
- Olympische Spelen sprint
- 1e Wereldbeker Moskou teamsprint (met Matthew Crampton en Craig MacLean)

2009
- 1e Wereldbeker Kopenhagen teamsprint (met Chris Hoy en Jamie Staff)
- Wereldkampioenschap teamsprint (met Jamie Staff en Matthew Crampton)

2010
- Wereldkampioenschap teamsprint (met Chris Hoy en Ross Edgar)
- Europees kampioenschap teamsprint (met Chris Hoy en Matthew Crampton)
- Europees kampioenschap sprint
- Europees kampioenschap Keirin
- 1e Wereldbeker Melbourne teamsprint (met Chris Hoy en Matthew Crampton)

2011
- Wereldkampioenschap teamsprint (met Chris Hoy en Matthew Crampton)
- Wereldkampioenschap sprint

2012
- Wereldkampioenschap sprint
- Wereldkampioenschap keirin
- Olympische Spelen teamsprint (met Chris Hoy en Philip Hindes)
- Olympische Spelen sprint

2013
- Wereldkampioenschap keirin
- Europees kampioenschap sprint
- Europees kampioenschap Keirin

2014
- Gemenebestspelen, sprint
- Gemenebestspelen, teamsprint (samen met Kian Emadi-Coffin en Philip Hindes)

2016
- Wereldkampioenschap sprint
- Olympische Spelen teamsprint (met Callum Skinner en Philip Hindes)
- Olympische Spelen sprint
- Olympische Spelen keirin

2018
- Wereldkampioenschap teamsprint (met Jack Carlin, Ryan Owens, Philip Hindes en Joseph Truman)

2019
- Europees kampioenschap teamsprint (met Jack Carlin en Ryan Owens)

2020
- Wereldkampioenschap teamsprint (met Jack Carlin en Ryan Owens)

2021
- Olympische Spelen keirin
- Olympische Spelen teamsprint (met Jack Carlin en Ryan Owens)

1896: Paul Masson ·
1900: Albert Taillandier ·
1920: Maurice Peeters ·
1924: Lucien Michard ·
1928: Roger Beaufrand ·
1932: Jacques van Egmond ·
1936: Toni Merkens ·
1948: Mario Ghella ·
1952: Enzo Sacchi ·
1956: Michel Rousseau ·
1960: Sante Gaiardoni ·
1964: Giovanni Pettenella ·
1968: Daniel Morelon ·
1972: Daniel Morelon ·
1976: Anton Tkáč ·
1980: Lutz Heßlich ·
1984: Mark Gorski ·
1988: Lutz Heßlich ·
1992: Jens Fiedler ·
1996: Jens Fiedler ·
2000: Marty Nothstein ·
2004: Ryan Bayley ·
2008: Chris Hoy · 
2012: Jason Kenny · 
2016: Jason Kenny · 
2020: Harrie Lavreysen · 
2024: Harrie Lavreysen
2000: Florian Rousseau ·
2004: Ryan Bayley ·
2008: Chris Hoy ·
2012: Chris Hoy ·
2016: Jason Kenny ·
2020: Jason Kenny · 
2024: Harrie Lavreysen
2000: Gané, Tournant, Rousseau ·
2004: Wolff, Nimke, Fiedler ·
2008: Staff, Kenny, Hoy ·
2012: Kenny, Hoy, Hindes ·
2016: Hindes, Kenny, Skinner ·
2020: Van den Berg, Büchli, Lavreysen, Hoogland
2024: Van den Berg, Lavreysen, Hoogland
- Library of Congress Control Number: nb2018002895
- Virtual International Authority File: 881151965442700470009